# 白髪鬼
『白髪鬼』（はくはつき）は、イギリスの作家マリー・コレリの小説『ヴェンデッタ』を基にした黒岩涙香の翻案小説、およびそれを江戸川乱歩がさらに翻案した小説。殺害された後、埋葬された墓の中で蘇生し、恐怖のために白髪と化した一人の男の復讐譚である。『モンテ・クリスト伯』に大枠を依拠したストーリーであるが、主人公がもともと貴族である点など相違点も多く、猟奇性も強いため乱歩長編としても違和感が無い。

## 概要
マリー・コレリは22歳の時の処女作以来、数十冊の著作は当時どれも大ベストセラーとなり、凄惨小説の最高作家としてイギリス大衆文壇の女王であった。『ヴェンデッタ（復讐）』（Vendetta!; or, The Story of One Forgotten, 1886年）は、コレリが22歳の時に書いた2作目の作品である。
本国での発表から間もなく、黒岩涙香がこれを『白髪鬼』の題名で翻案した。1893年（明治26年）に「萬朝報」で、大好評のうちに終了した『鉄仮面』の翌日から連載された（6月23日 - 12月29日）。まず、「死して蘇生した男がイタリアに居ると知り、その自伝を入手したので明日から連載する」との予告を掲載している。物語は、白髪鬼となった男の手記実伝として書かれ、前作『鉄仮面』をも上回る大人気を博した。
江戸川乱歩版は1931年（昭和6年）、黒岩涙香の翻案を同題名のまま更に翻案した長編小説である。雑誌「富士」に掲載された。乱歩は自身の説明で、涙香作品を更に翻案した理由として、昭和初期、一般読者には涙香の『白髪鬼』の文語体が既になじみ薄いものとなっていたこと、彼が少年の頃に耽読した涙香作品の中でも『白髪鬼』がいたく気に入っていたこと等を挙げている。再翻案に際し、乱歩はあらすじを変えるなど独自の改変をおこなっているが、涙香の遺族の承諾を得て作品名は同じにしている。戦前の春陽堂発行の文庫本には涙香版と乱歩版の二つがあり、乱歩版には『乱歩の白髪鬼』と付けられていた。

## 主要登場人物
原作（平田訳での読み）／黒岩涙香版／江戸川乱歩版　　（涙香・乱歩版は相違点を要約）
Count Fabio Romani（ファビオ・ロマニ伯爵）／波漂羅馬内伯爵（はぴよ ろまない伯爵）／大牟田敏清子爵（おおむた としきよ子爵）
（原作）主人公。ナポリの富豪ロマニ家の当主。父フイリッポは彼が17歳の時死亡、母はそれ以前に若くして亡くなっている。1884年のナポリにおけるコレラ大流行の際、病気の少年を助けた後半日ほどで突然体調が悪化し8月15日に死亡するが、埋葬された晩にロマニ家の地下墓所の棺の中で蘇生、その時偶然墓窖が山賊の宝物蔵になっていたことを知り、さらに彼らの侵入口になっていた抜け穴から脱出するも、「服が汚れているのが気になる」と言う理由で古道具屋によった際にそこの店主から「白髪の老人」と言われ、自分の髪が一夜にして真っ白になったことを知る。さらに店主から自分が知らなかった妻のニーナの裏の顔を聞かされ、気になってこっそり我が家に帰ったその日、ニーナとギドーが愛人関係であり、己を悪し様に語るを聞き復讐を誓い、そのために山賊の宝をネコババして富豪のチェザレ・オリヴァ伯爵として姿を変え行動する。
（涙香版）伊太利亜第一の富豪、羅馬内家の当主。伝染病（コレラとは明記されてない）で死亡する。蘇生後原作同様に脱出するが、「服に病原菌がついているのではないか」と気にして古着屋に行き、原作同様に店主の話から白髪と妻の裏の顔を知るにいたり、復讐のため海賊の宝を使って富豪の笹田折葉伯爵として姿を変え行動する。
（乱歩版）九州西岸Ｓ市の旧大名家、大牟田家の当主。冒頭の記述から20年前、30歳前後の時に崖から転落して（実は崩れるように細工した岩の上に誘い出されて）死亡するが、埋葬されて5日後に蘇生後原作同様に脱出するが、「腹が減ってやせ衰えて泥まみれの経帷子では帰りたくない」と古着屋に行くと原作同様に店主の話から白髪と妻の裏の顔を知るにいたり、復讐のため海賊の宝を使って富豪の里見重之子爵として姿を変え行動する。
Count Cesare Oliva（チェザレ・オリヴァ伯爵）／笹田折葉伯爵（ささだ おりば伯爵）／里見重之子爵（さとみ しげゆき子爵）
（原作）本来は実在人物でファビオの小学校時代の親友だったが、ヴェニスの浜で溺死している。主人公は彼の名前を借り、変わり果てた白髪と特徴的な目つきを隠す黒眼鏡、そして山賊の財宝で、「ファビオの父の友人で外国から帰って来た初老の富豪」に成りすます。
（涙香版）本来は実在人物なのは原作同様だが、こちらは主人公の母方の伯父。貧窮貴族で波漂が8・9歳の頃印度へ一身代作ろうと向かうが、数年後に海で溺死している。やはり主人公に名前を借りられる。
（乱歩版）涙香版の設定をベースとしており本物は母方の親戚、こちらは「単身南米にわたりそのまま音信不通だった」のを主人公に名前を借りられるのが相違点。
Guido Ferrari（ギドー・フェラリ）／花里魏堂（はなざと ぎどう）／川村義雄（かわむら よしお）
（原作）ファビオの親友の画家。彼もまた両親に早く死に別れ、画家としての腕はあるが経済的には困窮していたので、ファビオは彼の自尊心を損ねないような形で援助していた。当初は女性に興味のないファビオに女性との恋のすばらしさを説くような人間だったが、彼がニーナに一目ぼれして結婚した時にギドーもまたニーナに恋をしてしまい、結婚後3か月目にニーナに告白して以後は彼女と浮気を続けていた。ファビオの死後ニーナの後夫を狙うが、チェザレ（＝ファビオ）が金の力でニーナを誘惑させて自分と結婚するように仕向けた挑発に乗ってしまい、彼に決闘を仕掛ける。
（涙香版）ほぼ原作同様。同じ学校の同級生と明記されている程度の相違。
（乱歩版）全体的な流れは近いが、年齢が3歳年下で学校も近くだが別（大牟田が大学、川村が美術学校。）と説明。さらに原作・涙香版ではあくまで冒頭の主人公の死亡は偶然だったのに対し、こちらは川村が大牟田敏清を故意に殺害するなどより悪漢になっている。舞台が決闘禁止後の日本になっていることもあり、終盤の流れも重之（＝敏清）への決闘申し込みではなくこっそり殺害しようと別荘を訪ねてくる流れになっている。
Countess Nina Romani（ニーナ・ロマニ伯爵夫人）／那稲羅馬内伯爵夫人（ないな ろまない伯爵夫人）／大牟田瑠璃子子爵夫人（おおむた るりこ子爵夫人）
（原作）主人公の妻。フローレンスの没落した貴族の令嬢で尼院（修道院）で教育され、15～16歳ごろの1881年6月末にファビオの求婚を受け入れ妻になり一児を儲けるが、それは堅苦しいそこでの生活から脱出したかっただけで、ファビオを愛していたのは最初のうちだけだったと本人自らギドーに語る。結婚後3カ月もたたないうちにギドーからも告白されて受け入れ、ファビオの死後は（対面上）喪に服さないといけない半年を待ってギドーと結婚しようとする予定だったらしい（ギドー談）が、宝石に目がくらみチェザレ（＝ファビオ）と婚約する。
（涙香版）原作とほぼ同様。
（乱歩版）中国筋の零落士族の娘で18歳の時に敏清と結婚。2年間結婚生活を送るが子供は居ないままで、敏清の子供（少なくともそう思わせられる子供）ができる前に浮気相手の川村が独断で敏清を殺してしまったことで、財産が自分に回らなくなる事で悶着を起こす（本人の前では一応愛人関係を続けていた）。
Stera（ステラ）／星子／（乱歩版には登場しない）
（原作）主人公の娘。1882年5月1日生まれで目つきが父親（そして父方の祖父）によく似ている。ファビオの死後はお父さんっ子だった事と母のニーナやギドーの扱いの悪さで気難しくなっていたが、チェザレ（＝ファビオ）には彼が父と分からなくても懐いていた。秋が深まるにつれ顔色がさえずやせ衰えていき、11月の半ば過ぎにジフテリアを悪化させ母親が乳母を部屋にも入れず放置した事なども重なって危篤状態になり、チェザレの姿のままの主人公を病気による幻覚でパパと呼ぶので、主人公も黒眼鏡をずらして素顔を見せると幻覚ではなく実際に「父親がいる」と知って嬉しそうに死亡。享年3歳。なお、これによってニーナと自分を結ぶ唯一の絆が切れたことで、主人公がステラを巻き込みたくないと迷いながら先延ばしにしていた復讐計画が一気に加速し始めることになる。
（涙香版）基本的に原作と同じだが、ナポリを離れた船上で「星子は魏堂の子ではないか？」と主人公が疑い、その後「結婚後2カ月目に妊娠確認しているからやっぱり自分の子だ」と再確認して改めて「復讐が終わったら星子を手厚く育てる（ただし星子から母を奪うことになる復讐計画自体は絶対にする）」と誓う場面が追加されている。
（乱歩版）彼女自身は登場しないが、瑠璃子と川村の間にできて誕生後まもなく証拠隠滅のため殺されてしまった赤ん坊が出てくる。
Carmelo Neri（カルメロ・ネリ）／軽目郎練／朱凌谿
（原作）ロマニ家の地下墓所に宝を隠していた赤い短剣を合印にするパレルモの山賊首領。後に部下のルイジ・ピスカルチの裏切りを受け後をつけられ、主だった仲間と共に逮捕され、この時に一途な妾のテレザを喪う、その後パレルモで捕らえられた状況で主人公と偶然出会い、アンドレア・ルチアニ（彼をここまで逃がした船長）にテレザが死んだことを伝えてくれるように頼んだ後連れていかれ、彼を逮捕した憲兵隊本部の人によると終身懲役刑になるという。
（涙香版）原作とほぼ同じだが「海賊」とされ、妾と裏切った部下の名前が「照子」と「ビス カルダイ」になっている他、主人公を装飾品の夜光石（ダイヤモンド、地下墓所の宝物の1つだった）から仲間の変装と思いこむ描写が追加されている。また罪状が終身懲役から死刑に変更されている。
（乱歩版）基本的に涙香版の設定だが、イタリア人から中国人（原文は「支那人」）の海賊になり、合印が赤い短剣から「紅髑髏」、妾と裏切った部下の名前は「ルイズ」と「山田」に変更の他。主人公に気がついた宝石がダイヤモンドから真珠になっている。

## あらすじ
（原作・黒岩涙香版）
ナポリのロマニ家のファビオ・ロマニ伯爵は、親友のギドー・フェラリから称賛されるほど、美しい妻ニーナと可愛い娘のステラと共に幸せに暮らしていたが、1884年のコレラ流行時に（下手に逃げるとかえって危ないと考え）町に出ずに屋敷で衛生的な生活を送っていたが、庭で散歩中に偶然港の方に出てそこで倒れていた果物売りの少年を助けようとしたあと急激に体調が悪化し死亡する。
墓の中で甦ったファビオは抜け道を見つけ脱出するも、古道具屋で自分が恐怖のあまり白髪の老人のような容姿になったうえ、古着屋の店主から妻の裏の顔を聞かされ、気になって家の裏口から戻ると、ニーナとギドーが浮気をしていた上に自分の死を喜んでいると知って激怒し、2人への復讐を誓う。
ファビオは地下墓所で見つけた山賊カルメロ・ネリの財宝を利用してシシリア島に渡り、外国帰りの富豪チェザレ・オリヴァ伯爵としてナポリに戻って来る。
その後、チェザレ（＝ファビオ）は表向きはロマニ家と縁がある人物としてニーナやギドーの元を訪れ、あれこれ復讐計画を練っていたが、ニーナによる放置が原因でステラが死亡し、愛犬も殺されたと聞いて怒りが頂点に達した彼は、ついに計画を実行に移すことを決めたのだった。
（江戸川乱歩版、相違点要約）
九州S市の子爵・大牟田敏清は、無二の親友と恃む川村と、美貌の妻・瑠璃子と共に、この世の幸福の絶頂を味わっていた。しかし、ある日山奥に彼らと観光に出かけた時崖の上の岩に登った所岩が崩れて転落し死亡、一族の地下墓所に埋葬される。
墓の中で甦った敏清は偶然に抜け道を見つけるも、古着屋で自分が白髪の老人と化したことと、妻の腹黒さを知って家に戻り、川村と瑠璃子の浮気及びに川村が細工して自分を転落死させ、さらにこれ以前にもう一人を瑠璃子のために殺害をしたという話を聞いて激怒し、2人への復讐を誓う。
敏清は墓所内で見つけた海賊・朱凌谿の財宝を利用して上海に渡り、南米帰りの富豪・里見重之子爵としてS市に戻って来る。
その後、死亡の1年前よりあった妻の不自然な療養及びに、転落後まもなく川村が言っていた「もう一人の殺人」が気になって独自に調査し、彼らが浮気の結果出来た子供を証拠隠滅のため殺害したことを突き止めた敏清は、これをも利用して彼らに復讐計画を始めるのだった。

## 原作・黒岩涙香版と江戸川乱歩版の違い
違いは多々あるが、原作・涙香版ではあくまで妻と友人がしていたのは浮気のみで、主人公の死因は不測の事態であったのに対し、乱歩版は明らかの殺意が友人にある事。このため原作・涙香版では主人公の子供が間接的に妻に死に追いやられてしまったことで哀愁と復讐心を駆り立てていく流れなのに対し、乱歩版は自分が殺されているので最初から復讐心は十分で全く別の親子関係が設定され、怪奇性が強くなっている。また、復讐方法も原作・涙香版では友人は衆人環視の拳銃による決闘で堂々と行っているのに対し、乱歩版は別荘におびき寄せてのからくり仕掛けによるじわじわした殺し方になっているなどより凄絶になっている。
また、法を無視しても復讐を肯定するか、それを犯罪者とするかは大きな違いである。
原作・涙香版の白髪鬼は「忠臣蔵」、「曾我兄弟」、「巌窟王」に勝るとも劣らない痛快な復讐譚である。男の自伝として書かれ、姦夫・姦婦を死の淵に追い詰めていく。ギドーの殺害は合法的な決闘行為で、ニーナも主人公自ら手を下すというより天罰のような最期で、復讐を遂げた主人公は善人であり、その心には一抹の寂しさが残るが逮捕されることはなく、新しい土地へ旅立つ。
下記アメリカのTV映画『天国からの復讐／悪女の構図』では、舞台を現代に変えてあるが、主人公は妻であった悪女を生きたまま埋葬。復讐を遂げた善人が逮捕されることはない。「目には目を、歯には歯を」の論理が原作と涙香版には溢れている。
乱歩版の白髪鬼は、捕らえられ終身懲役の刑を受けた主人公が、刑務所の教悔師に話すところから物語は始まる。更にテレビドラマになると、白髪鬼は名探偵・明智小五郎に主役の座を奪われ、追われる犯人になってしまう。
また、原作・涙香版は全編、メラメラと燃えたぎる復讐心で書かれている他、特に原作版では近代社会の男女の道徳の荒廃に対する批判的な文章が目立つが、こういった道徳的な希求の強い作風はマリー・コレリの特徴であるのに対し、乱歩版には復讐心は強いものの全体的に怪奇や猟奇色要素が強く、最後に牢内で反省した主人公が「あれはやりすぎた」と寂しくつぶやくような締めで終っている。

## 出版
マリー・コレリ Vendetta!; or, The Story of One Forgotten の日本語訳本（翻案含む）には以下がある。
- 黒岩涙香
  - 『白髪鬼（初篇）』 扶桑堂　1894年1月
  - 『白髪鬼（後篇）』 扶桑堂　1894年2月
  - 『白髪鬼』 扶桑堂「縮刷涙香集」
  - 『白髪鬼』 明文館書店「縮刷涙香集第11編」　1926年7月
  - 『野の花と白髪鬼』 明文館書店　 1929年11月
  - 『黒岩涙香集』 春陽堂書店「探偵小説全集7」　1930年1月
  - 『白髪鬼』 春陽堂書店「日本小説文庫」　1934年6月
  - 『白髪鬼』 光文社「黒岩涙香代表作集2」　1957年4月

- 千葉亀雄
  - 『ヴエンデツタ』改造社「世界大衆文学全集 第65巻」　1931年

- 江戸川乱歩
  - 『白髪鬼』 平凡社「乱歩傑作選集第三巻」　1935年3月
  - 『白髪鬼』 ふじ書房　1946年7月
  - 『白髪鬼』 光文社「名作読物選」　1949年7月
  - 『白髪鬼』 春陽堂書店「江戸川乱歩文庫7」　1956年1月
  - 『白髪鬼』 桃源社「江戸川乱歩全集8」　1962年5月
  - 『妖虫』 講談社「江戸川乱歩全集6」　1969年9月
  - 『白髪鬼』 角川文庫　1973年7月
  - 『吸血鬼』 講談社「江戸川乱歩全集7」　1979年1月
  - 『白髪鬼』 春陽堂書店「江戸川乱歩文庫15」　1987年
  - 『白髪鬼』 講談社「江戸川乱歩推理文庫14」　1998年1月
  - 『黄金仮面』 光文社文庫「江戸川乱歩全集7」　2003年9月

- 平井呈一
  - 『復讐・ヴェンデッタ』 創元社「世界大ロマン全集11」　1957年
新仮名遣いで原書の日本語訳が読めるのはこれのみだが、平井の訳では主人公の口調が伯爵らしからぬ下町言葉になっている。

## 映像化作品

### 映画
- 黒岩涙香による翻案を原作とした映画化作品
  - 『白髪鬼』 （1912年、日活） 詳細は不明
- 江戸川乱歩による翻案を原作とした映画化作品
  - 『ザ・スノウ』 （2002年、香港・日本）　監督：ウォン・マンワン、白髪鬼：スティーヴン・フォン、妻：伊東美咲、情夫：谷原章介
- 江戸川乱歩による翻案から登場人物を借用して創作した映画
  - 『白髪鬼』 （1949年、大映） 監督：加戸敏、大牟田／里見：嵐寛寿郎、るり子：霧立のぼる、川村：大友柳太朗
登場人物の役名は乱歩版と同じだが、江戸川乱歩原作ではなく、オリジナル脚本。時代劇映画を得意としていた大映京都撮影所が、GHQにより時代劇映画の製作が規制されたために製作した作品[3]。
事故で死んだ大牟田は霊となって里見に乗り移り、るり子と川村の愛を邪魔するが、2人の愛に負けて永遠の眠りにつくという話。

### テレビドラマ
- 黒岩涙香による翻案を原作としたテレビ映画
  - 『白髪鬼』 日曜恐怖シリーズ・1・第5回 （1978年 関西テレビ） 白髪鬼：中村敦夫、妻：大谷直子、情夫：森次晃嗣
- 江戸川乱歩による翻案を原作としたテレビ映画／テレビドラマ
  - 『白髪鬼』 怪奇ロマン劇場・第17回 （1969年 テレビ朝日） 白髪鬼：西沢利明、妻：稲垣美穂子、情夫：丹羽又三郎
  - 『白髪鬼』 江戸川乱歩シリーズ 明智小五郎・第12回 （1970年 テレビ東京） 白髪鬼：西村晃、妻：三好美智子、情夫：村上不二夫、明智小五郎：滝俊介
  - 『宝石の美女／江戸川乱歩の白髪鬼』 土曜ワイド劇場 新春推理シリーズ・1 （1979年 テレビ朝日） 白髪鬼：田村高廣、妻：金沢碧、情夫：小坂一也、明智小五郎：天知茂
  - 『明智小五郎の挑戦! みだらな喪服の美女／江戸川乱歩の白髪鬼』 土曜ワイド劇場 （1994年 テレビ朝日） 白髪鬼：寺田農　、妻：杉本彩、情夫：内田直哉、明智小五郎：西郷輝彦
  - 『乱歩R 第5話　白髪鬼』（2004年 よみうりテレビ）白髪鬼：柳葉敏郎、妻：遠山景織子、情夫：高知東生、三代目・明智小五郎：藤井隆

### マリー・コレリの原作映画化
マリー・コレリの他の小説の映画化は、1915年のWormwood から 1969年のインド映画Intaquam まで14作品を数えるが、『ヴェンデッタ』の映画化として彼女の名をクレジットした作品の記録は見あたらない。 
- 『天国からの復讐／悪女の構図』Buried Alive　1990年製作、監督：フランク・ダラボン、男：ティム・マシスン、妻：ジェニファー・ジェイソン・リー、情夫：ウィリアム・アザートン 　「男が目を覚ますと棺の中。一旦死んで埋葬されたあと蘇生したのである。墓穴から這い出して我が家に帰ると、喜ぶと思った妻は男の親友と愛人関係にあり、男は2人に毒殺されたことを知る。変わらぬ愛で迎えたのは愛犬だけだった。男は綿密に復讐の計画を立てると、2人を恐怖の底に追いつめていく。まず、情夫を死に至らしめ、男が這い出てきた墓穴の底に、生きたままの妻を棺に閉じこめて埋葬する。復讐を遂げた男は愛犬と共に何処かへ去っていく。」……「ヴェンデッタ」のプロットそのままだが、マリー・コレリの名はクレジットには無い。

### 派生作品
小説や漫画、映画に、この物語から派生した作品も数多く作られている。
- 『女巌窟王』　新東宝映画　1960年製作、監督：小野田嘉幹
麻薬団の秘密を知った姉妹（三原葉子、万里昌代）は洞窟に生き埋めにされるが、その奥に、数百年前に海賊が隠していた莫大な財宝を発見する。洞窟から生還した2人は一味に復讐を誓う。姉は黒眼鏡をかけて変装し、アメリカ帰りの財閥女性のふれ込みで計画を実行する。……題名は「巌窟王」だが、物語は「白髪鬼」の模倣。

- 『闇の顔』1969年に別冊少年マガジン4月号で発表[4]、　作：横山光輝
新聞記者の兄を殺された主人公・江崎猛が犯人を捜すうちに、殺人犯一味（江崎の兄によって悪事の証拠をつかまれた太田黒代議士の配下）によって殺害が発覚しないように地下墓所に閉じ込められるが、白髪の老人のような姿になって脱出し、演劇学校に通っていた経験を生かして変装し太田黒一味に復讐をする。というあらすじ。
妻と親友の裏切りや財宝発見の下りがないが、1960年代後半に起きた戦前の探偵小説復権ブーム時に『モンテ・クリスト伯』もしくは涙香版『白髪鬼』にヒントを得た創作とされ[4]このため後述の「江戸川乱歩妖美劇画館　Vol.3」では江戸川乱歩原作でないにもかかわらず収録されている。

- 『スポーン』Spawn　1997年製作、監督：マーク・ディッペ、男：マイケル・ジェイ・ホワイト、妻：テレサ・ランドル、親友→妻の夫：D・B・スウィーニー
アメコミのヒーロー物で、原作は同誌の作家だが、「変わり果てた姿で男が地獄から生還すると、愛妻は親友と結婚しており、2人とも男とは気付かず、愛犬だけが彼を迎える。」……この部分だけ、まるで「ヴェンデッタ」である。ただし、長い苦難の旅から戻った主人を、年老いた愛犬だけが見分けるというシチュエーションはギリシャ神話の「オデュッセウス」にすでに見られるものである。「スポーン」は闇の支配者に対する復讐譚であるが、こういった部分的な模倣は他にもありそうである。

## 漫画化作品
- 『白髪鬼』（原作：江戸川乱歩、漫画：横山光輝、『週刊少年キング』1970年4月5日号 - 5月10日号（15号 - 20号）に掲載、「江戸川乱歩・恐怖シリーズ第1弾」）
  - 「原作」表記からも分かるように江戸川乱歩版がベースだが、乱歩版は囚人の回想話（過去が舞台）という扱いなのに対し、舞台が戦後の現代に変更されており[注 11]、この関係で海賊の首領・朱凌谿は「わたし（敏清）が子どものころ」の人物になっており、上海で顔を合わせる場面がない。
また、原作でいろいろ話に絡む瑠璃子（本文中の表記は「ルリ子」）と川村の浮気で生まれて隠蔽された赤ん坊の話の下りがカットされ、最後主人公が復讐を成し遂げ街を去っていくところで物語は幕を閉じる。　
  - 『白髪鬼』講談社「講談社漫画文庫」、ISBN 978-4-06-370528-7、2008年。
    - 表題作以外に『大暗黒』（小栗虫太郎原作）、『魔界地帯』、『邪神グローネ』、『俺はだれ?』を収録。

  - 『白髪鬼/闇の顔』少年画報社「江戸川乱歩妖美劇画館　Vol.3」、ISBN 978-4-7859-5614-1、2015年。
    - 横山が『白髪鬼』を連載する1年前（1969年）に「別冊少年マガジン」に連載していた『闇の顔』（こちらは乱歩原作ではない）を併録。

## その他
- 黒岩涙香は明治時代に、『巌窟王』『噫無情（あヽむじょう）』『鉄仮面」など100以上の外国小説を翻案し、その多くを新聞の連載小説として日本に紹介した。
- 黒岩涙香版『白髪鬼』のリライトは、江戸川乱歩だけでなく多くの無名・匿名作家が雑誌等にダイジェスト版を掲載している。その一つ、「夫婦界」第3号（1948年発行）に、巻末長編『嫉妬奇談・鬼の自序傳』の小説が掲載されているが、これも涙香版『白髪鬼』を読み切り小説として匿名作家がリライトしたもの。その他、紙芝居やラジオドラマでも親しまれた。
- 江戸川乱歩が黒岩涙香の小説をリライトした作品には、他に『幽霊塔』の翻案、『死美人』のリライト、小中学生向けにリライトした『鉄仮面』『海底の黄金』がある。また乱歩の『人間豹』は涙香の『怪の物』に着想を得て書かれた作品であり、涙香の『暗黒星』や『大金塊』からは題名を借用するなど、涙香の影響は大きい（江戸川乱歩著『死美人』と『海底の黄金』はゴーストライターの手によるもので、前者は氷川瓏、後者は不明である）。
- 江戸川乱歩には、黒岩涙香以外の作品からの翻案もある。
  - 『渦巻』（1929年）はエドガー・アラン・ポー作『メエルシュトレエムに呑まれて』の翻案。乱歩が大渦巻を鳴門の渦に置き換えて書くようゴーストライターに指示したという。平井蒼太または井上勝喜による代作。
  - 『緑衣の鬼』（1936年）はイーデン・フィルポッツ作『赤毛のレドメイン家』の翻案。
  - 『幽鬼の塔』（1939年）はジョルジュ・シムノン作『聖フォリアン寺院の首吊男』の翻案。
  - 『三角館の恐怖』（1951年）はロジャー・スカーレット作『エンジェル家の殺人』の翻案。
- 上記3作品『緑衣の鬼』『幽鬼の塔』『三角館の恐怖』は、「少年探偵シリーズ」として小中学生向けに更にリライトした作品が刊行されている。代作者は3作とも氷川瓏。
- 江戸川乱歩の『凶器』（1954年）はジョン・ディクスン・カーのトリックを借用しているが江戸川乱歩にはこういったアイディアの借用（盗用）は多い。